# Mamma, ho riperso l'aereo: mi sono smarrito a New York
Mamma, ho riperso l'aereo: mi sono smarrito a New York (Home Alone 2: Lost in New York) è un film del 1992 scritto e prodotto (come il precedente) da John Hughes, e diretto da Chris Columbus, sequel di Mamma, ho perso l'aereo. Il film è interpretato da Macaulay Culkin, Joe Pesci, Daniel Stern, John Heard, Tim Curry, Brenda Fricker e Catherine O'Hara. La trama segue Kevin McCallister mentre è separato dalla sua famiglia durante le vacanze, ma a differenza di un anno fa, quando venne dimenticato a casa, mentre deve partire con i suoi genitori per la Florida, si perde all'aeroporto, sbagliando aereo e ritrovandosi così da solo a New York.
È stato distribuito nelle sale statunitensi il 20 novembre 1992. Ha ricevuto recensioni contrastanti dalla critica; mentre le esibizioni sono state elogiate, le critiche sono state rivolte al suo tono più oscuro, all'uso della violenza e alle somiglianze con il primo film. Il film ha incassato oltre 359 milioni di dollari in tutto il mondo, diventando il terzo film con il maggior incasso del 1992. Un sequel con un nuovo cast, dal titolo Mamma, ho preso il morbillo, è uscito nel 1997.

## Trama
Un anno dopo la disavventura con il figlio Kevin, la famiglia McCallister si presenta di nuovo pronta per partire per le vacanze di Natale, questa volta a Miami, in Florida. Purtroppo, sempre la sera stessa prima della partenza, Kevin litiga nuovamente con la sua famiglia: durante la recita scolastica di Natale, infatti, Buzz lo umilia, e le cose peggiorano quando Kevin fa cadere tutta la classe spingendolo. Tornati a casa, Buzz si scusa con Kevin, anche se non è veramente pentito, ma lui non chiede scusa alla sua famiglia, anzi, insulta tutti quanti, dicendo anche che andare ai tropici per Natale è una follia, e una volta che se ne è andato in camera sua, sua madre arriva cercando di tranquillizzarlo, e gli rammenta che il problema dell'anno prima era iniziato proprio da questo, ma Kevin nega, aggiungendo che se avesse dei soldi tutti suoi andrebbe in vacanza da solo.
La mattina dopo la famiglia parte, e Kevin, fortunatamente, non viene dimenticato a casa come l'anno precedente, ma nella confusione dell'aeroporto perde di vista i genitori e, seguendo un uomo fisicamente simile a suo padre e che indossa un cappotto identico quello di Peter, si imbarca su un aereo sbagliato. Salito sull'aereo, inizia ad ascoltare la musica con le cuffie e non sente gli annunci di bordo, finendo quindi per non accorgersi dell'errore, arrivando così a New York. I genitori, giunti in Florida, si accorgono di aver nuovamente perso il figlio, e contattano così la polizia per le ricerche. 
Nel frattempo Kevin, libero dal clima opprimente della sua famiglia, non si spaventa, e dà inizio a un'avventurosa esplorazione della città, accorgendosi, tra l'altro, che la carta di credito del padre è rimasta a lui: a quel punto, decide di usarla per prenotare una lussuosa camera al Plaza Hotel. Il giorno dopo viene tuttavia scoperto dal personale dell'albergo, perché il portiere, che si è insospettito, ha volutamente fatto in modo che la carta di credito usata da Kevin risultasse rubata, per far sì che, rintracciandola, fosse possibile ritrovare anche il bambino. Kevin, inoltre, deve fare nuovamente i conti con due sue vecchie conoscenze, i ladri Harry e Marv, che erano stati arrestati proprio grazie a lui, e ora, dopo ad essere evasi di prigione, e giunti anche loro a New York per riprendere a delinquere, vogliono vendicarsi ancora del ragazzino: i ladri hanno intenzione di nascondersi nel negozio di giocattoli del signor Duncan per derubarlo proprio alla mezzanotte del giorno di Natale, dapprima rubando i soldi dalla cassa del negozio, e in seguito i fondi benefici destinati a un ospedale pediatrico, per poi, una volta messo a segno il colpo, scappare e rifugiarsi in un altro stato. Kevin, dopo ad averli nuovamente incontrati in seguito alla fuga dall'hotel per non finire nei guai, finisce nelle loro mani, ma riesce a registrare la loro conversazione mentre parlano del furto da compiere grazie a un registratore vocale, per poi fuggire di nuovo grazie all'aiuto di una passante.
Durante la notte Kevin, che si sta pentendo di essersi messo nei guai e di non aver chiesto aiuto all'aeroporto, si rifugia a Central Park, dove incontra la donna dei piccioni, una malinconica signora caduta in disgrazia che vive come una senzatetto, sempre accompagnata da molti piccioni che nutre e tratta come fossero suoi animali da compagnia. Inizialmente Kevin ne rimane terrorizzato, ma dopo che lei lo ha aiutato a liberarsi, quando il suo piede si è incastrato tra le pietre, si rende conto che è una brava persona, e le chiede scusa per aver avuto paura di lei. La donna porta quindi Kevin nel sottotetto del Carnegie Hall, dove un'orchestra sta eseguendo "Adeste fideles", e gli confida che da quella posizione ha assistito di nascosto a esibizioni di molti famosi artisti, tra cui Ella Fitzgerald, Count Basie, Frank Sinatra e Luciano Pavarotti. La signora racconta a Kevin di come la sua vita sia crollata a causa di relazioni sbagliate, e lui le dà qualche consiglio, promettendole che sarà sempre suo amico.
Allontanandosi dalla donna dei piccioni, Kevin decide di bloccare nuovamente i due ladri, quindi si reca alla casa in ristrutturazione degli zii Rob e Georgette, ormai trasferitisi a Parigi, e la trasforma in una fortezza, piazzando una serie di trappole: sparachiodi, grasso, mattoni, chiavi inglesi, contatti elettrici, cherosene e un tubo di ferro. Kevin si fa notare da Harry e Marv, scattando loro alcune foto mentre stanno svaligiando il negozio di Duncan, attirandoli poi fino alla casa degli zii, ed esattamente come un anno prima, i due rimangono vittime delle trappole.
Dopo un rocambolesco inseguimento, i due riescono a catturare Kevin a Central Park e sono sul punto di sparargli, ma la donna dei piccioni accorre in suo aiuto, cospargendo di mangime per uccelli i due malviventi, che vengono urtati e beccati dai piccioni. Così, grazie a una telefonata e ai fuochi artificiali sparati da Kevin, la polizia riesce a trovare i ladri e ad arrestarli nuovamente, trovando, inoltre, le foto scattate dal ragazzo e la cassetta con la registrazione del piano del loro furto da compiere; questa volta, i due ladri vengono rinchiusi in un carcere di massima sicurezza, e Kevin, felice di essere riuscito ad annullare i loro piani anche questa volta, scappa, sperando con tutto il cuore di non rivederli mai più.
A Miami, intanto, i McCallister vengono a sapere, sia dal personale del Plaza (a cui era rimasta la carta di credito) che dalla polizia, che Kevin si trova a New York; una volta arrivati, vengono tutti ospitati al Plaza Hotel, tranne Kate, che va a cercare Kevin per tutta la città fino a ritrovarlo al Rockefeller Center, di fronte al più grande albero di Natale di New York, dove il bambino si era recato per chiedere perdono e desiderare di potersi ricongiungere con la famiglia. Dopo ad aver fatto pace, Kate riporta Kevin in hotel per passare finalmente le feste tutti insieme.
Il giorno dopo è Natale: al loro risveglio, i McCallister scoprono che il signor Duncan, in segno di riconoscenza nei confronti di Kevin (grazie a un bigliettino scritto appunto da Kevin per fermare la rapina di Harry e Marv), ha fatto recapitare al Plaza Hotel moltissimi regali per tutta la famiglia. Subito dopo, Kevin va a Central Park per ringraziare la donna dei piccioni, ma allo stesso tempo deve affrontare la rabbia del padre, che dovrà sostenere una spesa di 967 dollari per il servizio in camera richiesto dal figlio.

## Produzione
Le riprese si sono svolte dal 9 dicembre 1991 al 6 maggio 1992.
Rispetto al primo film, la produzione del secondo capitolo risultò più travagliata. Aver intrapreso la lavorazione nei mesi invernali causò dei ritardi. A New York ci fu una violenta bufera e il gelo causò guasti a telecamere e monitor, rallentando la lavorazione. 
Per la scena dei piccioni nel finale del film, la produzione addestrò ben trecento volatili reali. Daniel Stern e Joe Pesci vennero coperti realmente da becchime e furono realmente attaccati.
Macaulay Culkin, ormai diventato un attore-bambino di successo, ottenne un cachet di 4,5 milioni di dollari per questo film. Durante le riprese veniva seguito da un servizio di protezione extra, perché le persone provavano ad avvicinarsi a lui durante i ciak.
Per le riprese dell'abitazione della famiglia McCallister venne nuovamente scelta 671 Lincoln Avenue a Winnetka, Illinois.
La scuola di Kevin, dove venne girata la scena della recita di Natale, è la stessa ancora oggi situata in 2417 Prairie Avenue, a Evanston.
Per la solita corsa in aeroporto anche questa volta fu scelto l'Aeroporto Internazionale di Chicago-O'Hare.
Alcune scene ambientate a New York, in realtà vennero girate a Chicago, come: le scene al Duncan's Toy Chest, girate presso il Rookery Building al 202 South LaSalle Street (per le riprese esterne) e nell'Uptown Theatre a North Broadway (per le riprese interne). Un altro sito "newyorkese", ma sempre ripreso a Chicago, è quello inerente alla suite di lusso dell'Hotel Plaza, girato all'Hilton Chicago di South Michigan Avenue.
Altro luogo non filmato a New York è la casa diroccata degli zii di Kevin, per la quale venne sfruttato un set cinematografico degli Universal Studios di Los Angeles, la Brownstone Street.
Tra le scene girate effettivamente a New York: il Queensboro Bridge, il World Trade Center (10 anni prima dell'attentato), Central Park, l'Hotel Plaza, ecc.
Le scene dell'arrivo dei McCallister in Florida vennero in realtà girate in California, all'Aeroporto Internazionale di Los Angeles e alla Villa de Dolphiné a Long Beach.

### Camei
Quando Kevin entra nel Plaza Hotel, chiede dove si trovi la portineria, l'uomo che gli risponde è il magnate newyorkese e futuro Presidente degli Stati Uniti Donald Trump, all'epoca del film imprenditore nel campo immobiliare e proprietario dell'albergo. I pochi secondi in cui compare Trump, tagliati per esigenze di pubblicità televisiva dalla rete televisiva canadese Canadian Broadcasting Company già nel 2014, hanno innescato una polemica nel dicembre 2019.
Nel film compaiono il regista stesso Chris Columbus, nel ruolo di uno dei clienti al negozio di giocattoli Duncan, e sua moglie Monica Devereux, che interpreta l'operatrice dell'albergo che registra al telefono la prenotazione del protagonista.

## Distribuzione
Il film è uscito negli Stati Uniti d'America il 20 novembre 1992 ed in Italia il 18 dicembre dello stesso anno.
| Nazione        | Prima            |
| -------------- | ---------------- |
| Stati Uniti    | 20 novembre 1992 |
| Spagna         | 4 dicembre 1992  |
| Sudafrica      | 4 dicembre 1992  |
| Indonesia      | 8 dicembre 1992  |
| Islanda        | 9 dicembre 1992  |
| Australia      | 10 dicembre 1992 |
| Germania       | 10 dicembre 1992 |
| Finlandia      | 11 dicembre 1992 |
| Regno Unito    | 11 dicembre 1992 |
| Irlanda        | 11 dicembre 1992 |
| Francia        | 16 dicembre 1992 |
| Cecoslovacchia | 17 dicembre 1992 |
| Hong Kong      | 17 dicembre 1992 |
| Paesi Bassi    | 17 dicembre 1992 |
| Brasile        | 18 dicembre 1992 |
| Ungheria       | 18 dicembre 1992 |
| Italia         | 18 dicembre 1992 |
| Corea del Sud  | 18 dicembre 1992 |
| Portogallo     | 18 dicembre 1992 |
| Giappone       | 18 dicembre 1992 |
| Argentina      | 24 dicembre 1992 |
| Taiwan         | 24 dicembre 1992 |
| Colombia       | 25 dicembre 1992 |
| Danimarca      | 25 dicembre 1992 |
| Svezia         | 25 dicembre 1992 |
| Uruguay        | 25 dicembre 1992 |
| Turchia        | 15 gennaio 1993  |
| Egitto         | 18 gennaio 1993  |
| Estonia        | 17 dicembre 1993 |
| Russia         | 23 dicembre 1994 |
| Ucraina        | 23 dicembre 1994 |

## Accoglienza

### Incassi
Mamma, ho riperso l'aereo: mi sono smarrito a New York ha aperto con un record di $ 31,1 milioni di novembre in 2.222 cinema, con una media di $ 14.008 per sala. Sebbene sia iniziato meglio di Mamma, ho perso l'aereo, incassando $ 100 milioni in 24 giorni rispetto ai 33 giorni dell'originale, alla fine il sequel ha incassato meno del primo film, con 173585516 $ in Nordamerica e un totale mondiale di 358994850 $, rispetto ai $ 476 milioni del primo film. Fu il terzo film di maggior successo dell'anno, alle spalle di Aladdin e Guardia del corpo.

### Critica
Su Rotten Tomatoes il film ha un indice di gradimento del 35% basato su 57 recensioni, con una valutazione media di 4,5/10. Il consenso critico del sito recita: "Un cambio di sede - e più sentimentalismo e violenza - non possono oscurare il fatto che Home Alone 2: Lost in New York è un facsimile meno ispirato del suo predecessore." Su Metacritic, il film ha un punteggio medio ponderato di 46 su 100 basato su 22 critici, che indica "recensioni contrastanti o medie".
Roger Ebert del Chicago Sun-Times ha dato al film due stelle su quattro e ha affermato che "la violenza da cartone animato è divertente solo nei cartoni animati. La maggior parte dei tentativi di duplicare l'animazione dal vivo sono falliti, perché quando le figure in carne e ossa colpiscono sul pavimento, possiamo quasi sentire le ossa scricchiolare, e non è divertente." Kenneth Turan del Los Angeles Times affermò: "Tutto ciò che era non forzato e divertente nel primo film è diventato leggermente sentimentale e stato steso con una cazzuola. Il risultato, con alcune eccezioni, suona come una parodia troppo elaborata del primo film, ricordandoci perché ci è piaciuto senza duplicare il suo fascino." Dave Kehr del Chicago Tribune ha scritto che il sequel "si gioca come una versione volgare e auto-parodiante dell'originale, in cui gli elementi fantasy sono diventati più sporchi e materialistici, il sentimentalismo più sdolcinato e aggressivo, e la violenza slapstick, già tanto intensa nel primo film, ancora più grafica e sadica." Ha inoltre criticato la violenza invocando che "Piuttosto che ridere, provoca sussulti di simpatia e stupore, anche tra i bambini del pubblico. I piaceri qui sono del tutto crudeli, con una malsana concentrazione sulla sofferenza delle vittime, sugli impatti di vari oggetti contro le loro teste, sui loro ululati di agonia."
Janet Maslin del New York Times ha riconosciuto che "Home Alone 2 può essere concepito pigramente, ma è messo in scena con un senso dell'occasione e un sacco di allegria natalizia. Il ritorno di Mr. Culkin nel ruolo è irresistibile, anche se questo all'attore comico naturale è stato dato ben poco di nuovo da fare. I signori Pesci e Stern danno grande entusiasmo alla stupidità dei loro personaggi, al punto che sono molto più divertenti solo camminando e parlando di quanto non vengano feriti." Richard Schickel del Time ha osservato: "Home Alone 2 segue esattamente la formula che ha reso il suo predecessore la commedia di maggior incasso nella storia umana. Ma non è un freno, e non è una fregatura. Consideralo come una favola raccontata il doppio". Ha elogiato Hughes e Chris Columbus e ha sentito che "i dettagli delle situazioni sono sviluppati in modo vivido e originale. E sono presentati con un'energia e una convinzione che di solito mancano ai sequel"

## Riconoscimenti
- 1993 - People's Choice Awards
  - Miglior film commedia
- 1993 - BMI Film & TV Award
  - Miglior colonna sonora a John Williams
- 1993 - Kids' Choice Awards
  - Nomination Miglior attore protagonista a Macaulay Culkin
- 1994 - Young Artist Awards
  - Nomination Miglior attrice giovane a Senta Moses
- 1993 - American Comedy Awards
  - Nomination Attore non protagonista più divertente a Joe Pesci
- 1993 - Golden Screen
  - Golden Screen

## Sequel
- Mamma, ho preso il morbillo (Home Alone 3) (1997)
- Mamma, ho allagato la casa (Home Alone 4: Taking Back the House) (2002)
- Mamma, ho visto un fantasma (Home Alone 5: The Holiday Heist) (2012)
- Home Sweet Home Alone - Mamma, ho perso l'aereo (Home Sweet Home Alone) (2021)